# SK Roeselare
SK Roeselare es un club de fútbol belga de Roeselare en la provincia de Flandes Occidental. Está afiliado a la Real Federación Belga de Fútbol con el número de matrícula 8264 y sus colores son el blanco y el negro. Su estadio es Schiervelde. Actualmente compite en la División Nacional 1.

## Historia
En 1975, el VK Dadizele se unió a la KBVB ( Real Federación Belga de Fútbol) y obtuvo el número de registro 8264. El club jugó toda su existencia en las ligas provinciales. En 2019, compitió en la fase de  ascenso a la Tercera División Amateur sin éxito.
El club se trasladó en 2021 tras la quiebra del club vecino KSV Roeselare, que en ese momento jugaba en la Primera División B. El nombre del club se cambió a SK Roeselare-Daisel.
La primera temporada tras el traslado fue un tremendo éxito. Un segundo puesto en la Primera División Provincial les valió el ascenso inmediato a la División 3.
En 2023, Dadizele se eliminó del nombre del club y pasó a llamarse SK Roeselare. Se conservó el número de matrícula 8264.
En la temporada 2023/24, el club terminó cuarto, clasificándose para los play-offs de ascenso. Derrotó al KSC Wielsbeke por 3-2, perdió contra el Berg-en-Dal por 1-0 y venció al KVK Wellen. Esto le permitió obtener el tercer puesto, suficiente para ascender a la División 2.
En la temporada 2024/2025, el SK Roeselare se proclamó campeón de la División 2 grupo VFV A. En la jornada 28, el club se alzó con el título en Lebbeke. Esto le aseguró el ascenso a la máxima división amateur, la Primera Nacional. Es el primer título del club en 27 años. El entonces KSK Roeselare se proclamó campeón de la Tercera División. Este es el tercer título para el club. El VK Dadizele ganó el Cuarto Campeonato Provincial en dos ocasiones (2006 y 2008) con este registro.

## Estadio
El estadio del SK Roeselare se llama Schiervelde. Schiervelde es un barrio de la ciudad belga de Roeselare. Anteriormente, Schiervelde era propiedad del Klein Seminarie (colegio católico) de Roeselare, que lo vendió al Ayuntamiento de Roeselare. La zona residencial se desarrolló en la década de 1930 y se amplió en la de 1960. 
El barrio incluye un complejo de eventos (salas de exposiciones), un pabellón deportivo y un estadio de fútbol del mismo nombre. Desde 2018, el complejo deportivo también cuenta con piscina.
Cuenta con un aforo de 8.340 asientos.

## Resultados
| Temporada                | Nivel | Nivel | Nivel | Nivel | Nivel | Nivel | Nivel | Nivel | Nivel | Denominación                                          | Puntos                                                | Observaciones                                         |
|                          | I     | I     | II    | III   | IV    | P.I   | P.II  | P.III | P.IV  |                                                       |                                                       |                                                       |
| ------------------------ | ----- | ----- | ----- | ----- | ----- | ----- | ----- | ----- | ----- | ----------------------------------------------------- | ----------------------------------------------------- | ----------------------------------------------------- |
| como VK Dadizele         |       |       |       |       |       |       |       |       |       |                                                       |                                                       |                                                       |
| 2004/05                  |       |       |       |       |       |       |       | 15    |       | Tercera prov. W-Vl.                                   | 21                                                    |                                                       |
| 2005/06                  |       |       |       |       |       |       |       |       | 1     | Cuarta prov. W-Vl.                                    | 60                                                    |                                                       |
| 2006/07                  |       |       |       |       |       |       |       | 15    |       | Tercera prov. W-Vl.                                   | 25                                                    |                                                       |
| 2007/08                  |       |       |       |       |       |       |       |       | 1     | Cuarta prov. W-Vl.                                    | 58                                                    |                                                       |
| 2008/09                  |       |       |       |       |       |       |       | 11    |       | Tercera prov. W-Vl.                                   | 37                                                    |                                                       |
| 2009/10                  |       |       |       |       |       |       |       | 14    |       | Tercera prov. W-Vl.                                   | 27                                                    |                                                       |
| 2010/11                  |       |       |       |       |       |       |       |       | 9     | Cuarta prov. W-Vl.                                    | 31                                                    |                                                       |
| 2011/12                  |       |       |       |       |       |       |       |       | 14    | Cuarta prov. W-Vl.                                    | 32                                                    |                                                       |
| 2012/13                  |       |       |       |       |       |       |       |       | 4     | Cuarta prov. W-Vl.                                    | 65                                                    |                                                       |
| 2013/14                  |       |       |       |       |       |       |       |       | 3     | Cuarta prov. W-Vl.                                    | 63                                                    |                                                       |
| 2014/15                  |       |       |       |       |       |       |       | 2     |       | Tercera prov. W-Vl.                                   | 61                                                    |                                                       |
| 2015/16                  |       |       |       |       |       |       | 7     |       |       | Segunda prov. W-Vl.                                   | 46                                                    |                                                       |
|                          | 1A    | 1B    | 1Nac  | Div 2 | Div 3 | P.I   | P.II  | P.III | P.IV  | desde 2016-17 hay 3 niveles nacionales y 2 regionales | desde 2016-17 hay 3 niveles nacionales y 2 regionales | desde 2016-17 hay 3 niveles nacionales y 2 regionales |
| 2016/17                  |       |       |       |       |       |       | 4     |       |       | Segunda prov. W-Vl.                                   | 51                                                    |                                                       |
| 2017/18                  |       |       |       |       |       |       | 2     |       |       | Segunda prov. W-Vl.                                   | 62                                                    |                                                       |
| 2018/19                  |       |       |       |       |       | 2     |       |       |       | Primera prov. W-Vl.                                   | 65                                                    |                                                       |
| 2019/20                  |       |       |       |       |       | 9     |       |       |       | Primera prov. W-Vl.                                   | 35                                                    | Competición detenida en la jornada 25 por COVID-19.   |
| 2020/21                  |       |       |       |       |       | -     |       |       |       | Primera prov. W-Vl.                                   | -                                                     | sin competición por COVID-19.                         |
| como SK Roeselare-Daisel |       |       |       |       |       |       |       |       |       |                                                       |                                                       |                                                       |
| 2021/22                  |       |       |       |       |       | 2     |       |       |       | Primera prov. W-Vl.                                   | 54                                                    |                                                       |
| 2022/23                  |       |       |       |       | 7     |       |       |       |       | División 3                                            | 38                                                    |                                                       |
| como SK Roeselare        |       |       |       |       |       |       |       |       |       |                                                       |                                                       |                                                       |
| 2023/24                  |       |       |       |       | 4     |       |       |       |       | División 3                                            | 50                                                    |                                                       |
| 2024/25                  |       |       |       | 1     |       |       |       |       |       | División 2                                            | 65                                                    | campeón                                               |
| 2025/26                  |       |       |       |       |       |       |       |       |       | División Nacional 1                                   |                                                       |                                                       |